# Rerum-Novarumplein

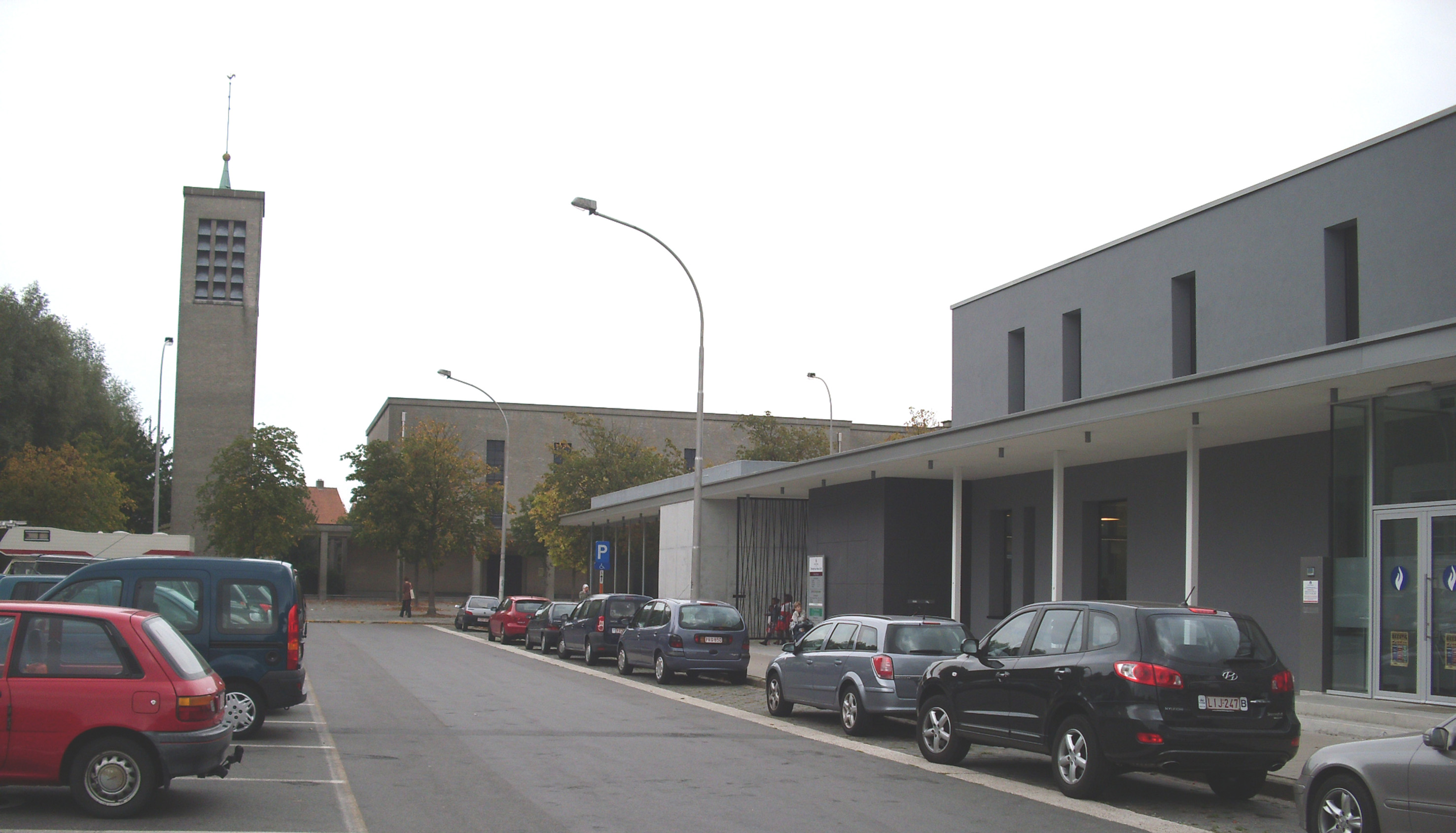
Rechts staat het Dienstenhuis Nieuw Gent. Centraal is de Christus Koningkerk.

Het Rerum-Novarumplein is een plein in de Belgische stad Gent. Het bevindt zich in de wijk Nieuw Gent, ten westen van de Zwijnaardsesteenweg. Het is genoemd naar de encycliek Rerum Novarum (Over nieuwe dingen) uit 1891, geschreven door paus Leo XIII.

## Allerlei diensten
Het is de centrale ontmoetingsplaats voor de woonbuurt Nieuw Gent, dat zelf een onderdeel is van de wijk Nieuw Gent - UZ. Naast de traditionele bewoning staan er ook verschillende sociale woonblokken, gebouwd in de jaren 60 en 70. Geleidelijk aan maakte de allochtone bevolking er de meerderheid uit.
In 2008 werd er aan het Rerum Novarumplein een stedelijk Dienstenhuis geopend met daarin: het politiecommissariaat Nieuw Gent, de dienst burgerzaken, het clubhuis voor senioren en een nieuwe buurtbibliotheek. Op hetzelfde plein is ook het Welzijnsbureau gevestigd dat een tiental sociale diensten en organisaties onderdak verleent, waaronder het Universitair Centrum voor Eerstelijnsgezondheidszorg Nieuw Gent vzw. Het is tevens het eerste bureau in zijn soort in de stad Gent, omwille van de problematische sociale situatie aldaar. Centraal op het plein staat de Christus Koningkerk die in 1968 werd ingehuldigd. Ten slotte is er rond het plein nog een basisschool en een parochiale ontmoetingsruimte. Op woensdagnamiddag is er telkens een kleinschalige voedingsmarkt.